# اريك كاروثرز
اريك كاروثرز (بالإنجليزية: Eric Carruthers)‏ هو لاعب كرة قدم بريطاني، ولد في 2 فبراير 1953 في إدنبرة في المملكة المتحدة. لعب مع ديربي كاونتي وسيدني تايغرز وهارت أوف ميدلوثيان.